# 聖火リレーコース踏査隊
聖火リレーコース踏査隊（せいかリレーコースとうさたい）とは、1964年（昭和39年）に行われた東京オリンピックで、聖火リレーをオリンピックの聖地であるギリシャ・オリンピアから陸路で聖火を運べるかどうかを調査する為に組織されたチームの名称である。
1961年（昭和36年）6月23日から12月21日まで、ギリシャ・オリンピアからシンガポールまでの、約半年間にも及ぶ、陸路の自動車による過酷なユーラシア大陸探検旅行に挑んだ。
略称及び通称として「聖火リレー踏査隊」の名で呼称されることもあった。

## 結成経緯
1964年東京オリンピックを開催するにあたり、開会式と閉会式の演出を依頼されていた伊藤道郎は「古代からあるシルクロードを経由して、陸路で聖火をリレーしながら東京へ届ける」というスケールの大きな「東京オリンピック聖火リレー構想」を提唱していた。
この構想は1940年（昭和15年）に開催する予定であったが返上した「幻の東京オリンピック」の時に、ドイツの体育学者であるカール・ディームとスウェーデンの探検家であるスヴェン・ヘディンが提案した「幻の東京オリンピック聖火リレーコース案」に基づいた提案であった。
ところが経由国の中国が台湾問題でオリンピック出場ボイコットをしていた時期であり、更に1961年（昭和36年）11月に伊藤道郎がこの世を去ってしまったことから、聖火リレーコース構想自体が行き詰まってしまった。
そんな中、朝日新聞社がギリシャ・オリンピアからユーラシア大陸を西から東へと自動車で走破し、聖火リレーコースを調査する計画を立案した。この計画にオリンピック組織委員会が協賛し、日産自動車が自動車と人員を出すことに協力。計画が具体化していった。
こうして計画は実行され、調査チームは「聖火リレーコース踏査隊」と名付けられた。

## 聖火リレーコース踏査隊隊員
肩書きはいずれも1961年（昭和36年）当時のものである。
- 麻生武治：踏査隊隊長。東京オリンピック組織委員会参事[9][12]。スキーや陸上の選手であり、第1回箱根駅伝に出場し第9区で区間トップとなり、1928年（昭和3年）に開催されたサンモリッツオリンピックでは冬季オリンピックに初出場した日本人選手の1人となった[13]。また登山家として1923年（大正12年）にマッターホルン登頂も果たしている日本スポーツ界の重鎮[5][14]。
- 矢田喜美雄：マネージャー[9]。朝日新聞東京本社企画部員[15][9]。ベルリンオリンピックでは走り高跳びに出場し5位に入賞している[13]。
- 土屋雅春：医師[9]。日発病院内科医局員[9]。
- 小林一郎：カメラマン[9]。朝日放送報道部員[15][9][13]。
- 安達教三：車両整備担当[9]。日産自動車技師[15][9][13]。
- 森西栄一：車両運転担当[9]。東京オリンピック組織委員会嘱託[15][9][13]。タクシー運転手で働いていた時にたまたま乗り合わせた亀倉雄策と丹下健三の雑談を聞き、踏査隊に志願した経緯を持つ[16]。

## 実行経緯
1961年（昭和36年）4月には、日産自動車が提供した日産キャリアーを改造した二台の車両が横浜港から船便でギリシャ・アテネに向かい、同年6月4日に踏査隊メンバーが羽田空港から出発し、6月9日にアテネに到着。6月19日からアテネで開催されたIOC総会初日に、東京オリンピック組織委員会事務総長（当時）・田畑政治や麻生武治が説明を行い、東京都知事でありIOC委員日本代表・東龍太郎らが見守る中、当時のIOC会長・アベリー・ブランデージから世界中のIOC委員に紹介され、満場割れんばかりの拍手喝采を浴びた。
1961年（昭和36年）6月23日、ブランデージIOC会長やカール・ディームや高石真五郎など、数々のオリンピック関係者たちに見送られながらギリシャ・オリンピアから出発した。
そしてギリシャからトルコ、シリア、イラク、アフガニスタン、インドなどのユーラシア大陸各国を訪問し、大いに歓迎を受けながら過酷な陸路を横断していった。
ところがアフガニスタンに入ると隊員たちの中から急病人が発生し、またソ連領内への踏査隊の受け入れ拒否や旅費盗難、ガンジス川氾濫など、ありとあらゆるトラブルが多発。そして徐々に踏査隊内の人間関係も悪化し、ニューデリーで隊長の麻生武治と土屋雅春の2名の帰国者が出てしまう事態となってしまった。
それでも運転担当であった森西と安達教三他、計四名の隊員はなんとかシンガポールまでの難路の運転をこなし1961年（昭和36年）12月21日に到着、同年12月28日に羽田空港に降り立ち日本に帰国した。
その後、踏査隊はテレビ番組に出演し、報告会や写真展を開き、レポートを組織委員会に提出するなどしたが、自動車整備や反政府ゲリラの暗躍や政情不安、治安悪化など様々な要因により、ユーラシア大陸という過酷な環境での陸路による聖火リレーは困難である、という報告が暗にされていた。
こうして東京オリンピック組織委員会は「聖火リレーコース踏査隊」の功績を認めつつも、聖火リレーの陸路コースは断念されることになった。そして「聖火リレー陸路空路併用コース案」に方針転換していった。

## 関連作品
テレビドラマ
- NHK大河ドラマ『いだてん〜東京オリムピック噺〜』（2019年）：森西栄一（演：角田晃広（東京03））が登場し、第42回に「聖火リレー踏査隊」として解説された。